# 김성모
김성모(金城模, ギムソンモ, 1969년 8월 16일~)는 대한민국의 만화가이다.
고행석이 운영하는 문하생 팀 중 하나에 소속되어 시나리오 담당 문하생을 한 것을 시작으로 만화계에 입문했다. 이후 독립하여 공모전에 입상하여 데뷔했다. 럭키짱의 표독수는 고행석 만화의 메인 캐릭터인 구영탄을 매우 많이 닮았는데 이는 김성모가 고행석의 문화생이었던 시절의 흔적이다.

## 평가

### 왕성한 활동
김성모는 '럭키짱'을 연재한 이래 많은 만화를 그렸다. '럭키짱'을 비롯하여 '마계 대전', '걸푸', '토네이도', '인간 침몰', '그레이트 킬러', '빽갈이', '쾌검', '스타크래프트', '스터프 166km', '빵 아웃사이더' 등등 소년만화를 많이 제작했고 이후 성인 만화로 전업하고 나서도 엄청나게 왕성한 활동을 했는데 '대털'을 시작으로 '조폭 아가씨', '돈빨', '태극기 펄럭이며', '용주골 시리즈' 등 이 역시 심할 정도로 왕성하게 활동하고 있는데 과로로 쓰러지지 않는 게 이상할 정도로 활발하게 활동하고 있다. 일각에서는 이런 김성모를 비꼬는 말로 '김성모 만화는 만화를 읽는 속도보다 만화를 찍어내는 속도가 더 빠르다', '판화가 김성모', '만화 공장 공장장', '김성모 도장' 등등의 말이 나왔다. 어찌나 연재를 많이 하는지 출판사가 김성모의 연재 분량을 따라잡지 못해서 김성모 본인이 직접 출판사를 차렸다. 실제로도 김성모는 단행본 낱권을 기준으로 10,000권이 넘는 단행본을 찍어냈다.
그러나 이런 출판 속도와 반비례해서 작품들의 품질은 조약해 스토리의 개연성이 부족하거나 갑자기 전개되어 완결되는 경우가 많고 만화 안에서 같은 사진의 구도가 달라지는 등 세부 연출이 심각하게 부족한 경우가 많고 특히 뱅크신이라 불리는 과거의 그림을 그대로 오려 붙이거나 다른 만화나 사진을 그대로 베끼는 경우도 자주 나타난다.
이 왕성한 활동은 웹툰도 예외가 없어서 2012년부터는 네이버웹툰에도 진출하여 돌아온 럭키짱, 고교생활기록부 등을 연재했지만 고교생활기록부는 슬램 덩크를 표절했다는 의혹으로 인해 단 4화 만에 연재를 중단했다.
성인 만화를 연재하는 동안에는 고증을 위해서 실제로 교도소에 가서 수감자에게 사식과 몇백만원 상당의 영치금을 주고 경험담을 듣기도 했으며 조직폭력배들의 실상을 만화로 그리기 위해서 실제로 조직폭력배들과 같이 생활하기도 했다.
2020년대에 이르러 김성모는 한 달 마감 횟수가 45회에 달해 하루에 2번 마감하는 경우도 잦은 편이다.

## 인터넷 유행

### 왱알앵알
'Dr. Gothick'이라는 필명으로 삼류만화 패밀리에 만화를 연재하는 한 누리꾼은 김성모의 작품에서 몇몇 장면을 편집한 '왱알앵알'이라는 플래시 무비를 만들어 공개했다. 주요 내용은 작중에 간간이 등장하는 동물들의 울음 소리를 우스꽝스러운 의성어로 표현한 김성모의 작품을 조롱하는 것이었다. '왱알앵알'이라는 이름은 김성모가 그의 만화 걸푸에서 렉권이라는 장풍을 이용한 권법의 창시자 가리가 기르는 새의 울음소리에서 왔다.이 새는 사람처럼 자유의지를 갖고 있고 사람과의 대화가 가능하다고 전해진다. 다만 사람과 똑같은 말은 못 하고 '왱알앵알'이라고 지저귀는데 이 소리를 사람이 대충 알아듣는다. 이 플래시 무비에서는 김성모의 작품에서 물음표('?')가 들어갈 자리가 아닌 곳에 물음표를 넣은 장면을 여러 장 보여주며 '물음표를 이용한 거친 언어생활입니다?'라고 비꼬는 등 김성모의 작품을 풍자했다. 이것은 폭발적으로 인터넷 곳곳에 퍼져, 한동안 누리꾼 사이에서는 '새는?'이라고 물으면 '왱알앵알'이라 답하는 문답이 유행했고, 글을 쓸 때 마침표 대신 물음표를 사용하는 등 파급 효과가 컸다.